# نيل بلاني
نيل بلاني (بالأيرلندية: Neil Blaney) (و. 1922 – 1995 م) هو سياسي، ورائد أعمال، وفلاح أيرلندي، توفي في دبلن، عن عمر يناهز 73 عاماً.

## مناصب
تولى منصب نائب دييل (14 ديسمبر 1992–8 نوفمبر 1995)
- عضو في البرلمان الأوروبي (25 يوليو 1989–18 يوليو 1994)
- نائب دييل (29 يونيو 1989–5 نوفمبر 1992)[4]
- نائب دييل (10 مارس 1987–25 مايو 1989)[4]
- نائب دييل (14 ديسمبر 1982–20 يناير 1987)[4]
- نائب دييل (9 مارس 1982–4 نوفمبر 1982)[4]
- نائب دييل (30 يونيو 1981–27 يناير 1982)[4]
- عضو في البرلمان الأوروبي (17 يوليو 1979–23 يوليو 1984)
- نائب دييل (5 يوليو 1977–21 مايو 1981)[4]
- نائب دييل (14 مارس 1973–25 مايو 1977)[4]
- نائب دييل (26 يونيو 1972–5 فبراير 1973)[4]
- نائب دييل (2 يوليو 1969–26 يونيو 1972)[4]
- وزير الزراعة والغذاء والملاحة [الإنجليزية]‏ (11 نوفمبر 1966–7 مايو 1970)
- نائب دييل (21 أبريل 1965–21 مايو 1969)[4]
- نائب دييل (11 أكتوبر 1961–11 مارس 1965)[4]
- Minister for Housing, Local Government and Heritage [الإنجليزية]‏ (27 نوفمبر 1957–10 نوفمبر 1966)
- نائب دييل (20 مارس 1957–1 سبتمبر 1961)[4]
- Minister for Posts and Telegraphs [الإنجليزية]‏ (20 مارس 1957–4 ديسمبر 1957)
- نائب دييل (2 يونيو 1954–13 ديسمبر 1956)[4]
- نائب دييل (13 يونيو 1951–23 أبريل 1954)[4]
- نائب دييل (7 ديسمبر 1948–2 مايو 1951).[4]

## التعليم
تعلم في كلية القديس يونان ‏.